# Sister Rose’s Passion
Sister Rose's Passion ist ein US-amerikanischer Dokumentar-Kurzfilm von Oren Jacoby aus dem Jahr 2004. Der Film ist ein Loblied auf Schwester Rose Thering, die seit 67 Jahren Nonne bei den Dominikanern war und deren Lebensaufgabe darin bestand, Antisemitismus zu bekämpfen. Sister Rose's Passion war 2005 in der Kategorie Bester Dokumentar-Kurzfilm nominiert.

## Handlung
Mit Archivmaterial wird der Lebensweg von Rose Thering nachgezeichnet. Am 9. August 1920 als sechstes von elf Kindern wuchs sie in Wisconsin auf und wurde mit 16 Nonne bei den Dominikanern. Während ihrer Erziehung, insbesondere im katholisch geprägten  Umfeld, wurde sie u. a. damit konfrontiert, dass Juden als Christenmörder tituliert wurden. 1953 machte sie am Dominican College in Racine ihren Bachelor, 1957 folgte der Master am College of St. Thomas und schließlich die Promotion an der Saint Louis University vier Jahre später.
Während der Hochschulausbildung stieß sie auf katholische Lehrbücher, die sie nun kritisch einordnete, und war schockiert über die Darstellung von Juden. Sie holte sich so viel Lehrmaterial wie möglich und untersuchte es wissenschaftlich, was sich u. a. in ihrer Dissertation 1961 niederschlug. Dies führte zur Publikation von Nostra Aetate (In unserer Zeit), einem Dokument, das 1965 auf Bestreben von Papst Johannes XXIII. beim zweiten vatikanischen Konzil veröffentlicht wurde. Seit diesen Tagen war ihre Lebensaufgabe, den Antisemitismus zu bekämpfen. Der Film schließt mit einer Kritik an Mel Gibsons Die Passion Christi.

## Auszeichnungen
Beim Tribeca Film Festival 2004 gewann der Film den Preis für den besten Dokumentar-Kurzfilm.
Weiterhin gab es bei der Oscarverleihung 2005 in der Kategorie Bester Dokumentar-Kurzfilm eine Nominierung.

## Kritik
Neil Karassik schrieb auf DiscLand: Zusammengenommen ist 'Sister Rose's Passion' eine präsentable, faszinierende Doku, die genüsslich wiederholt den katholischen Leid/Schande-Reflex reizt. Er gab dem Film 6 von 10 Punkten.